# Ersilio Menzani
Ersilio Menzani (Sasso Marconi, 28 dicembre 1872 – Piacenza, 30 giugno 1961) è stato un arcivescovo cattolico italiano.

## Biografia
Nacque a Mongardino, frazione di Sasso Marconi, in provincia e arcidiocesi di Bologna, il 28 dicembre 1872, da Giuseppe ed Elisa Sandri.
Il 29 giugno 1895 fu ordinato presbitero.
Il 24 giugno 1913 ricevette il titolo di protonotario apostolico ad instar participantium da papa Pio X.

### Ministero episcopale
Il 16 dicembre 1920 papa Benedetto XV lo nominò vescovo di Piacenza; succedette a Giovanni Maria Pellizzari, deceduto il 18 settembre precedente. Il 25 gennaio 1921 ricevette l'ordinazione episcopale, nella cappella Sistina, per l'imposizione delle mani dello stesso pontefice, co-consacranti l'arcivescovo Giovanni Battista Nasalli Rocca di Corneliano (poi cardinale) e il vescovo Agostino Zampini. Il 19 marzo seguente prese possesso della diocesi.
Il 17 novembre 1945 papa Pio XII gli conferì ad personam il titolo di arcivescovo, mentre il 18 febbraio 1946 gli assegnò mons. Umberto Malchiodi, fino ad allora arcivescovo di Camerino, come vescovo coadiutore con diritto di successione.
Da tempo malato e infermo, morì il 30 giugno 1961, all'età di 88 anni, nel palazzo vescovile di Piacenza. Dopo le esequie, celebrate il 3 luglio nella cattedrale di Piacenza dal cardinale Giacomo Lercaro, fu sepolto nella cripta dello stesso edificio.

## Genealogia episcopale e successione apostolica
La genealogia episcopale è:
- Cardinale Scipione Rebiba
- Cardinale Giulio Antonio Santori
- Cardinale Girolamo Bernerio, O.P.
- Arcivescovo Galeazzo Sanvitale
- Cardinale Ludovico Ludovisi
- Cardinale Luigi Caetani
- Cardinale Ulderico Carpegna
- Cardinale Paluzzo Paluzzi Altieri degli Albertoni
- Papa Benedetto XIII
- Papa Benedetto XIV
- Papa Clemente XIII
- Cardinale Marcantonio Colonna
- Cardinale Giacinto Sigismondo Gerdil, B.
- Cardinale Giulio Maria della Somaglia
- Cardinale Carlo Odescalchi, S.I.
- Cardinale Costantino Patrizi Naro
- Cardinale Lucido Maria Parocchi
- Papa Pio X
- Papa Benedetto XV
- Arcivescovo Ersilio Menzani

La successione apostolica è:
- Arcivescovo Adelchi Albanesi (1938)
- Arcivescovo Umberto Malchiodi (1938)
- Vescovo Carlo Boiardi (1946)

## Araldica
Blasonatura dello stemma: Partito sotto un capo: nel 1º di rosso ai due pali d'argento; nel 2º d'oro al braccio vestito di rosso con mano di carnagione tenente un falcetto d'argento; col capo d'azzurro al labello di rosso con tre gigli d'oro.